# 2020-as Formula–1 emilia-romagnai nagydíj
Az emilia-romagnai nagydíj volt a 2020-as Formula–1 világbajnokság tizenharmadik futama, amelyet 2020. október 31. és november 1. között rendeztek meg az olaszországi Autodromo Enzo e Dino Ferrari versenypályán, Imolában.
A verseny nem szerepelt az eredeti versenynaptárban, a koronavírusjárvány miatt került be utólag a törölt futamok egyikének pótlására. Az imolai versenypályán utoljára 2006-ban rendeztek futamot, akkor még San Marinó-i nagydíj néven. Ezen a hétvégén egyedülálló módon nem rendezték meg a pénteki szabadedzéseket, így mindössze egy szabadedzésre került sor a szombati napon, amely viszont egy óra helyett másfél óra hosszúságú volt.
A futamon megszerezte sorozatban hetedik konstruktőri világbajnoki címét a Mercedes alakulata, amely új rekord a Formula–1 történetében.

## Választható keverékek
| Abroncs              | Friss | Használt |
| -------------------- | ----- | -------- |
| Kemény keverék (C2)  |       |          |
| Közepes keverék (C3) |       |          |
| Lágy keverék (C4)    |       |          |
| Átmeneti esőgumi (I) |       |          |
| Teljes esőgumi (W)   |       |          |

## Szabadedzés
Az emilia-romagnai nagydíj szabadedzését október 31-én, szombaton délelőtt tartották, magyar idő szerint 10:00-tól.
| helyezés | versenyző          | csapat/motor          | elért idő | különbség | futott kör |
| -------- | ------------------ | --------------------- | --------- | --------- | ---------- |
| 1        | Lewis Hamilton     | Mercedes              | 1:14,726  | −         | 45         |
| 2        | Max Verstappen     | Red Bull-Honda        | 1:15,023  | +0,297    | 38         |
| 3        | Valtteri Bottas    | Mercedes              | 1:15,218  | +0,492    | 46         |
| 4        | Pierre Gasly       | AlphaTauri-Honda      | 1:15,633  | +0,907    | 45         |
| 5        | Charles Leclerc    | Ferrari               | 1:15,688  | +0,962    | 39         |
| 6        | Daniel Ricciardo   | Renault               | 1:15,839  | +1,113    | 31         |
| 7        | Esteban Ocon       | Renault               | 1:15,945  | +1,219    | 43         |
| 8        | Danyiil Kvjat      | AlphaTauri-Honda      | 1:15,966  | +1,240    | 46         |
| 9        | Alexander Albon    | Red Bull-Honda        | 1:16,061  | +1,335    | 40         |
| 10       | Lance Stroll       | Racing Point-Mercedes | 1:16,082  | +1,356    | 41         |
| 11       | Sergio Pérez       | Racing Point-Mercedes | 1:16,109  | +1,383    | 41         |
| 12       | Sebastian Vettel   | Ferrari               | 1:16,167  | +1,441    | 39         |
| 13       | Romain Grosjean    | Haas-Ferrari          | 1:16,550  | +1,824    | 41         |
| 14       | Carlos Sainz Jr.   | McLaren-Renault       | 1:16,560  | +1,834    | 41         |
| 15       | Antonio Giovinazzi | Alfa Romeo-Ferrari    | 1:16,564  | +1,838    | 32         |
| 16       | Lando Norris       | McLaren-Renault       | 1:16,671  | +1,945    | 44         |
| 17       | Kimi Räikkönen     | Alfa Romeo-Ferrari    | 1:16,684  | +1,958    | 42         |
| 18       | George Russell     | Williams-Mercedes     | 1:16,780  | +2,054    | 42         |
| 19       | Kevin Magnussen    | Haas-Ferrari          | 1:17,060  | +2,334    | 44         |
| 20       | Nicholas Latifi    | Williams-Mercedes     | 1:17,779  | +3,053    | 28         |

## Időmérő edzés
Az emilia-romagnai nagydíj időmérő edzését október 31-én, szombaton futották, magyar idő szerint 14:00-tól.
| helyezés              | rajtszám | versenyző          | csapat/motor          | 1. rész  | 2. rész  | 3. rész  | rajthely | futott kör |
| --------------------- | -------- | ------------------ | --------------------- | -------- | -------- | -------- | -------- | ---------- |
| 1                     | 77       | Valtteri Bottas    | Mercedes              | 1:14,221 | 1:14,585 | 1:13,609 | 1        | 22         |
| 2                     | 44       | Lewis Hamilton     | Mercedes              | 1:14,229 | 1:14,643 | 1:13,706 | 2        | 22         |
| 3                     | 33       | Max Verstappen     | Red Bull-Honda        | 1:15,034 | 1:14,974 | 1:14,176 | 3        | 16         |
| 4                     | 10       | Pierre Gasly       | AlphaTauri-Honda      | 1:15,183 | 1:14,681 | 1:14,502 | 4        | 19         |
| 5                     | 3        | Daniel Ricciardo   | Renault               | 1:15,474 | 1:14,953 | 1:14,520 | 5        | 18         |
| 6                     | 23       | Alexander Albon    | Red Bull-Honda        | 1:15,402 | 1:14,745 | 1:14,572 | 6        | 21         |
| 7                     | 16       | Charles Leclerc    | Ferrari               | 1:15,123 | 1:15,017 | 1:14,616 | 7        | 20         |
| 8                     | 26       | Danyiil Kvjat      | AlphaTauri-Honda      | 1:15,412 | 1:15,022 | 1:14,696 | 8        | 21         |
| 9                     | 4        | Lando Norris       | McLaren-Renault       | 1:15,274 | 1:15,051 | 1:14,814 | 9        | 17         |
| 10                    | 55       | Carlos Sainz Jr.   | McLaren-Renault       | 1:15,528 | 1:15,027 | 1:14,911 | 10       | 19         |
| 11                    | 11       | Sergio Pérez       | Racing Point-Mercedes | 1:15,407 | 1:15,061 |          | 11       | 16         |
| 12                    | 31       | Esteban Ocon       | Renault               | 1:15,352 | 1:15,201 |          | 12       | 14         |
| 13                    | 63       | George Russell     | Williams-Mercedes     | 1:15,760 | 1:15,323 |          | 13       | 18         |
| 14                    | 5        | Sebastian Vettel   | Ferrari               | 1:15,571 | 1:15,385 |          | 14       | 20         |
| 15                    | 18       | Lance Stroll       | Racing Point-Mercedes | 1:15,822 | 1:15,494 |          | 15       | 16         |
| 16                    | 8        | Romain Grosjean    | Haas-Ferrari          | 1:15,918 |          |          | 16       | 10         |
| 17                    | 20       | Kevin Magnussen    | Haas-Ferrari          | 1:15,939 |          |          | 17       | 11         |
| 18                    | 7        | Kimi Räikkönen     | Alfa Romeo-Ferrari    | 1:15,953 |          |          | 18       | 10         |
| 19                    | 6        | Nicholas Latifi    | Williams-Mercedes     | 1:15,987 |          |          | 19       | 12         |
| 20                    | 99       | Antonio Giovinazzi | Alfa Romeo-Ferrari    | 1:16,208 |          |          | 20       | 8          |
| 107%-os idő: 1:19,416 |          |                    |                       |          |          |          |          |            |

## Futam
Az emilia-romagnai nagydíj futama november 1-jén, vasárnap rajtolt, magyar idő szerint 13:10-kor.
| helyezés | rajtszám | versenyző          | csapat/motor          | futott kör | idő/kiesés oka | rajthely | pont  |
| -------- | -------- | ------------------ | --------------------- | ---------- | -------------- | -------- | ----- |
| 1        | 44       | Lewis Hamilton     | Mercedes              | 63         | 1:28:32,430    | 2        | 26[1] |
| 2        | 77       | Valtteri Bottas    | Mercedes              | 63         | +5,783         | 1        | 18    |
| 3        | 3        | Daniel Ricciardo   | Renault               | 63         | +14,320        | 5        | 15    |
| 4        | 26       | Danyiil Kvjat      | AlphaTauri-Honda      | 63         | +15,141        | 8        | 12    |
| 5        | 16       | Charles Leclerc    | Ferrari               | 63         | +19,111        | 7        | 10    |
| 6        | 11       | Sergio Pérez       | Racing Point-Mercedes | 63         | +19,652        | 11       | 8     |
| 7        | 55       | Carlos Sainz Jr.   | McLaren-Renault       | 63         | +20,230        | 10       | 6     |
| 8        | 4        | Lando Norris       | McLaren-Renault       | 63         | +21,131        | 9        | 4     |
| 9        | 7        | Kimi Räikkönen     | Alfa Romeo-Ferrari    | 63         | +22,224        | 18       | 2     |
| 10       | 99       | Antonio Giovinazzi | Alfa Romeo-Ferrari    | 63         | +26,398        | 20       | 1     |
| 11       | 6        | Nicholas Latifi    | Williams-Mercedes     | 63         | +27,135        | 19       |       |
| 12       | 5        | Sebastian Vettel   | Ferrari               | 63         | +28,453        | 14       |       |
| 13       | 18       | Lance Stroll       | Racing Point-Mercedes | 63         | +29,163        | 15       |       |
| 14       | 8        | Romain Grosjean    | Haas-Ferrari          | 63         | +32,935[2]     | 16       |       |
| 15       | 23       | Alexander Albon    | Red Bull-Honda        | 63         | +57,284        | 6        |       |
| ki       | 63       | George Russell     | Williams-Mercedes     | 51         | baleset        | 13       |       |
| ki       | 33       | Max Verstappen     | Red Bull-Honda        | 50         | defekt         | 3        |       |
| ki       | 20       | Kevin Magnussen    | Haas-Ferrari          | 47         | sebességváltó  | 17       |       |
| ki       | 31       | Esteban Ocon       | Renault               | 27         | elektronika    | 12       |       |
| ki       | 10       | Pierre Gasly       | AlphaTauri-Honda      | 8          | víznyomás      | 4        |       |

Megjegyzés:
- ↑ 1:  — Lewis Hamilton a helyezéséért járó pontok mellett a versenyben futott leggyorsabb körért további 1 pontot szerzett.
- ↑ 2:  — Romain Grosjean eredetileg a 12. helyen ért célba, ám utólag 5 másodperces időbüntetést kapott pályaelhagyásért, ezzel két pozíciót visszacsúszott.

## A világbajnokság állása a verseny után
| H   | Versenyzők       | Pont | H   | Konstruktőrök         | Pont |
| --- | ---------------- | ---- | --- | --------------------- | ---- |
| 1.  | Lewis Hamilton   | 282  | 1.  | Mercedes              | 479  |
| 2.  | Valtteri Bottas  | 197  | 2.  | Red Bull-Honda        | 226  |
| 3.  | Max Verstappen   | 162  | 3.  | Renault               | 135  |
| 4.  | Daniel Ricciardo | 95   | 4.  | McLaren-Renault       | 134  |
| 5.  | Charles Leclerc  | 85   | 5.  | Racing Point-Mercedes | 134  |
| 6.  | Sergio Pérez     | 82   | 6.  | Ferrari               | 103  |
| 7.  | Lando Norris     | 69   | 7.  | AlphaTauri-Honda      | 89   |
| 8.  | Carlos Sainz Jr. | 65   | 8.  | Alfa Romeo-Ferrari    | 8    |
| 9.  | Alexander Albon  | 64   | 9.  | Haas-Ferrari          | 3    |
| 10. | Pierre Gasly     | 63   | 10. | Williams-Mercedes     | 0    |

(A teljes táblázat)

## Statisztikák
- Vezető helyen:
  - Valtteri Bottas: 18 kör (1-18)
  - Lewis Hamilton: 45 kör (19-63)
- Valtteri Bottas 15. pole-pozíciója.
- Lewis Hamilton 53. versenyben futott leggyorsabb köre és 93. futamgyőzelme.
- A Mercedes 113. futamgyőzelme.
- Lewis Hamilton 162., Valtteri Bottas 55., Daniel Ricciardo 31. dobogós helyezése.
- A Mercedes ezen a futamon megszerezte a 2020-as konstruktőri világbajnoki címet. Ezzel sorozatban (2014 óta) 7. konstruktőri címüket nyerték meg, amely új rekord a Formula–1 történetében.[4]
- A 100. Olaszország területén rendezett Formula–1-es futam.[6]